# Pareutetrapha weixensis
Pareutetrapha weixensis är en skalbaggsart som beskrevs av Pu 1992. Pareutetrapha weixensis ingår i släktet Pareutetrapha och familjen långhorningar. Inga underarter finns listade i Catalogue of Life.